# (31976) Niyatidesai
(31976) Niyatidesai est un astéroïde de la ceinture principale.

## Description
(31976) Niyatidesai est un astéroïde de la ceinture principale. Il fut découvert le 28 avril 2000 à Socorro (Nouveau-Mexique) par le projet LINEAR. Il présente une orbite caractérisée par un demi-grand axe de 2,79 UA, une excentricité de 0,09 et une inclinaison de 1,7° par rapport à l'écliptique.

## Compléments